# Burgena
Burgena là một chi bướm đêm thuộc họ Noctuidae.

## Các loài
There are 20 species withtrong Burgena genus. These are: 
- Burgena amoena Rothschild, 1896
- Burgena anisa
- Burgena arruana
- Burgena baia
- Burgena chalybeata Rothschild, 1896
- Burgena constricta
- Burgena diserta
- Burgena dispar
- Burgena educta
- Burgena euxantha
- Burgena leucida
- Burgena luteistriga
- Burgena pectoralis
- Burgena ravida
- Burgena reducta
- Burgena rookensis
- Burgena splendida Butler, 1887
- Burgena transducta
- Burgena tripartita
- Burgena varia Walker, 1854